# امیل ماتیس
امیل ماتیس (انگلیسی: Émile Mathis; ۱۵ مارس ۱۸۸۰ – ۳ اوت ۱۹۵۶) کارآفرین و راننده خودروی مسابقه‌ای اهل فرانسه بود، که در سال ۱۹۰۵ شرکت ماتیس اتومبیل را تأسیس کرد. او برندهٔ جوایزی همچون لژیون دونور (شوالیه) شده‌است.